# آيت عيسى أوعلي (آيت بوخيو)
آيت عيسى أوعلي هو دُوَّار يقع بجماعة سبت آيت رحو، إقليم خنيفرة، جهة بني ملال خنيفرة في المملكة المغربية. ينتمي الدوّار لمشيخة آيت بوخيو التي تضم 9 دواوير. يقدر عدد سكانه بـ 167 نسمة حسب الإحصاء الرسمي للسكان والسكنى لسنة 2004.

## وصلات خارجية
- البوابة الوطنية للجماعات الترابية
- المندوبية السامية للتخطيط